# Mohamed Al Ghanodi
Mohamed Al Ghannudi (محمد الغنودي) (sinh ngày 22 tháng 11 năm 1992 ở Libya) là một cầu thủ bóng đá người Libya thi đấu cho Al-Ahli ở vị trí tiền đạo. Anh là thành viên của Đội tuyển bóng đá quốc gia Libya, chơi một trận trước Sénégal ở Cúp bóng đá châu Phi 2012.

## Sự nghiệp quốc tế

### Bàn thắng quốc tế
Tỉ số và kết quả liệt kê bàn thắng của Libya trước.
| #  | Ngày                 | Địa điểm                                                    | Đối thủ  | Tỉ số | Kết quả | Giải đấu                                     |
| -- | -------------------- | ----------------------------------------------------------- | -------- | ----- | ------- | -------------------------------------------- |
| 1. | 29 tháng 6 năm 2012  | Sân vận động King Fahd, Ta'if, Ả Rập Saudi                  | Bahrain  | 2–1   | 2–1     | 2012 Arab Nations Cup                        |
| 2. | 1 tháng 6 năm 2013   | Sân vận động 11 tháng 6, Tripoli, Libya                     | Uganda   | 1–0   | 3–0     | Giao hữu                                     |
| 3. | 27 tháng 8 năm 2013  | Terrain El Mouradi Hammam Bourguiba, Aïn Draham, Tunisia    | Mali     | 1–0   | 1–0     | Giao hữu                                     |
| 4. | 28 tháng 8 năm 2015  | Sân vận động Green Park Hotel, Kartepe, Thổ Nhĩ Kỳ          | Tanzania | 1–0   | 2–1     | Giao hữu                                     |
| 5. | 17 tháng 11 năm 2015 | Sân vận động Régional Nyamirambo, Kigali, Rwanda            | Rwanda   | 2–1   | 3–1     | Vòng loại giải vô địch bóng đá thế giới 2018 |
| 6. | 8 tháng 1 năm 2017   | Sân vận động Thành phố Kintélé, Brazzaville, Cộng hòa Congo | Sénégal  | 1–2   | 1–2     | Giao hữu                                     |